# Каспер встречает Венди
«Каспер встречает Венди» (англ. Casper Meets Wendy) — американская семейная комедия Шона Макнамары 1998 года. Фильм основан на персонажах Harvey Comics дружелюбном привидении Каспере и маленькой доброй ведьме Венди. Фильм является сиквелом фильма «Каспер: Начало» (1997), который в свою очередь был приквелом фильма «Каспер» (1995).

## Сюжет
Сильнейший маг планеты Дезмонд Спеллман узнаёт от своего Оракула, что есть маленькая очень способная ведьма Венди, которая в будущем превзойдёт его. Дезмонд отправляет двух своих приспешников на её устранение. Венди живёт вместе с тремя своими тётушками-ведьмами. Когда появляются приспешники Дезмонда, ведьмы скрываются. Они решают залечь на дно на небольшом курорте и отказываются от применения магии, чтобы Дезмонд не смог вычислить их местоположение.
На этом же курорте отдыхает и Каспер со своими дядюшками из Призрачного трио. Каспер и Венди случайно знакомятся в конюшне. Они быстро находят общий язык, но опасаются, что о их дружбе узнают их опекуны, ведь привидения и ведьмы всегда были заклятыми врагами. Каспер и Венди решают их познакомить. Венди предлагает тётушкам сходить на танцы, это же предлагает привидениям Каспер. Призрачное трио вселяется в трёх мужчин и отправляется на вечер танцев под видом людей. Ведьмы и привидения танцуют вместе, но постепенно вечер выходит из-под контроля и правда вскрывается.
Каспер случайно пробалтывается Призрачному трио, что в данный момент ведьмы не могут использовать магию. Трио решает использовать эту возможность, чтобы безнаказанно пугать ведьм. Венди приходится использовать волшебную палочку против привидений, чтобы унять их. Сигнал её магии улавливает Дезмонд, который тут же прибывает на место вместе со своими приспешниками.
Дезмонд открывает портал в магическую Мистическую бездну и бросает туда Венди. В погоню за Венди отправляется Каспер. Остальные ведьмы пытаются сражаться с Дезмондом, но безуспешно. В какой-то момент им на помощь приходит Призрачное трио. Всем вместе им удаётся столкнуть в Мистическую бездну самого Дезмонда, а затем достать оттуда Каспера и Венди.
Оракул объявляет Венди величайшей ведьмой, которой удалось сделать то, что не удавалось ранее ни одной ведьме, а именно подружиться с призраком. Опасности больше нет, и Венди с тётушками возвращается домой. Отпуск у Каспера и его дядей также уже закончился, и они также возвращаются домой.

## В ролях
- Хилари Дафф — Венди
- Кэти Мориарти — Герт
- Шелли Дюваль — Гэбби
- Тери Гарр — Фанни
- Джордж Хэмилтон — Дезмонд Спеллман
- Ричард Молл — Джулс
- Винсент Скьявелли — Винсент
- Поли Шор — Оракул
- Блейк Фостер — Джош Джекман
- Майкл Макдональд — Спайк-Стретч
- Трэвис МакКенна — Фил-Фатсо
- Патрик Ричвуд — Винн-Стинки
- Мария Форд — Фанни-Playmate

Озвучивание
- Джереми Фоули — Каспер
- Джим Уорд — Стретч
- Джесс Харнелл — Фатсо
- Билл Фармер — Стинки

## Приём
В Chicago Tribune отметили актёрский состав, но сам фильм по мнению издания очень слабый. В TV Guide также отметили хороший актёрский состав и несколько забавных шуток, но в целом было замечено, что франшиза изживает себя. В The A.V. Club указали, что это дешёвый фильм, снятый для видео, который тяжело смотреть, он лишь паразитирует на популярности оригинального кинотеатрального фильма.
За роль в фильме Хилари Дафф была номинирована на премию «Молодой актёр».